# Templo de San Francisco de Asís (Guadalajara, Jalisco)
El Templo de San Francisco de Asís es un edificio católico de la ciudad de Guadalajara, ubicada en el centro del estado de Jalisco, México. Su construcción inició en 1668 y finalizó en 1692, mandado a construir con un estilo barroco novohispano por el fray Antonio de Avellaneda. El templo es catalogado como monumento histórico por el Instituto Nacional de Antropología e Historia (INAH) para su preservación.

## Historia
El convento de la Orden Franciscana ha existido desde la primera década en que se hizo la cuarta fundación de Guadalajara en el Valle de Atemajac en 1542. Originalmente el convento se había fundado en Tetlán cerca de Tonalá en 1531 por el fray Antonio de Segovia. Posteriormente se cambió a Analco en 1542 antes de mudarse a su ubicación definitiva en 1554. El convento se extendía hasta el río San Juan de Dios y sus monjes cultivaban una variedad de verduras. Los frecuentes terremotos en la zona provocaron la demolición de la torre del convento en 1668. Se aprovechó esa obra para remodelar el templo. Hubo una reducción de tres naves a solo una, finalizando en 1692. Ya en 1750 era uno de los conventos más conocidos en Nueva España. Aparte de la iglesia principal ostentaba seis capillas.
Después de la independencia, se removieron los altares churriguerescos para reemplazarlas con unas neoclásicas. Debido a las Leyes de Reforma, se destruyó el convento y con ello las capillas de San Roque y San Antonio de Padua. Solo quedaron el templo principal y la capilla de Aranzazú. Los dos jardines frente a los templos juntos formaban el atrio del convento. La estación del Ferrocarril Central Mexicano de la ciudad se edificó en sus terrenos. En 1936 fue incendiado intencionalmente el templo, quedando destruido un gran patrimonio. El arzobispo José Garibi Rivera ofició la consagración del templo nuevamente construido en 1958.
Las obras para la construcción de la Línea 3 del Tren Eléctrico Urbano de Guadalajara severamente dañaron el templo. Es considerado el edificio del centro con la más alta posibilidad de colapso porque un temblor de magnitud 4.6 en la escala Richter sería suficiente para provocar su colapso. El templo ya sufre de grietas y está desequilibrado por lo que se necesitaría hacer un refuerzo de cimentación en el subsuelo. Como el mandato de Enrique Peña Nieto ya iba a terminar, hubo mucha preocupación que la SCT no hiciera ningún esfuerzo en arreglar los problemas. Actualmente se lucha para que se haga una evaluación del sitio para salvarla y si se llegara a colapsar que la SCT aceptara la responsabilidad.

## Galería

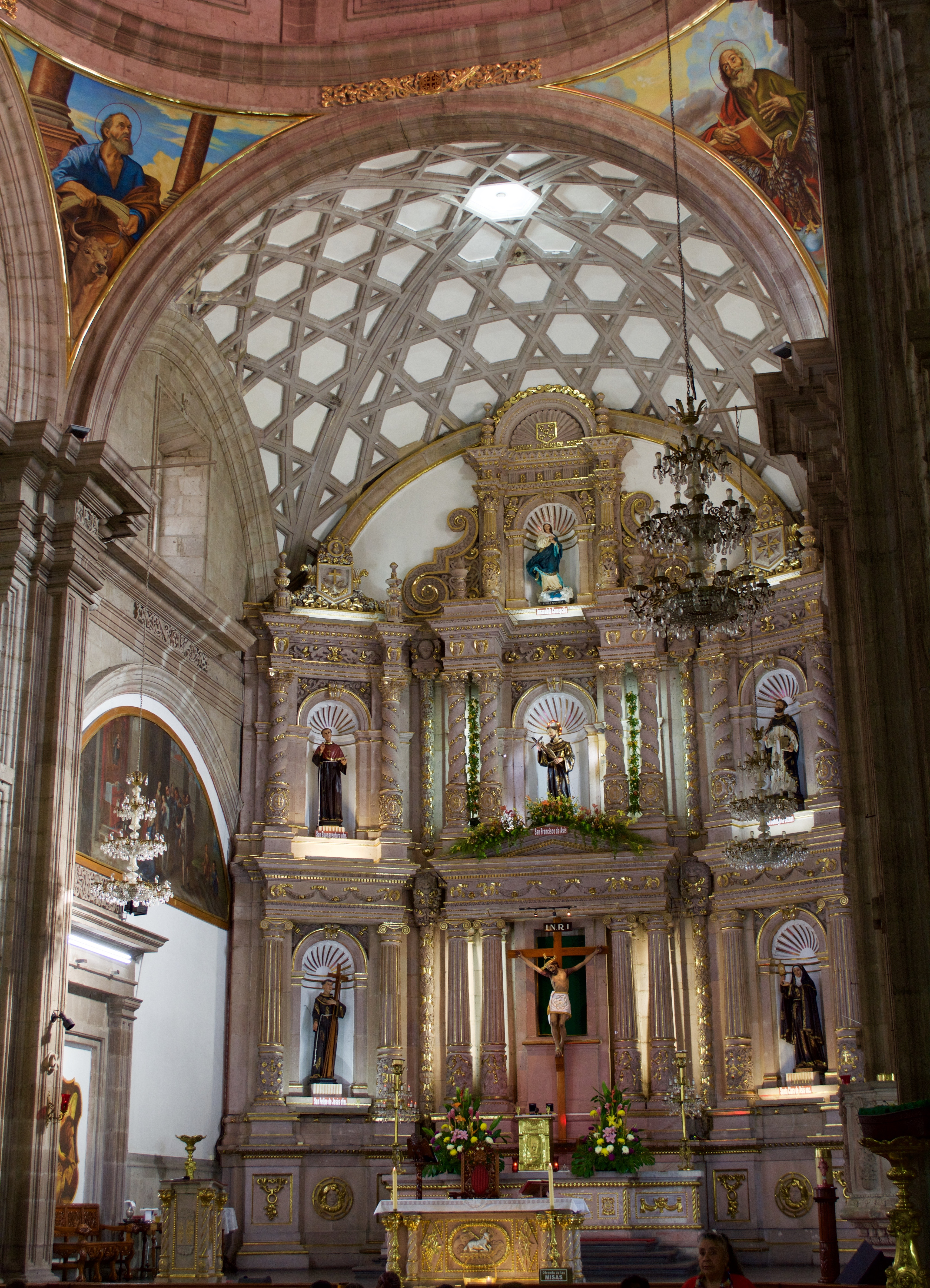
Altar del templo.
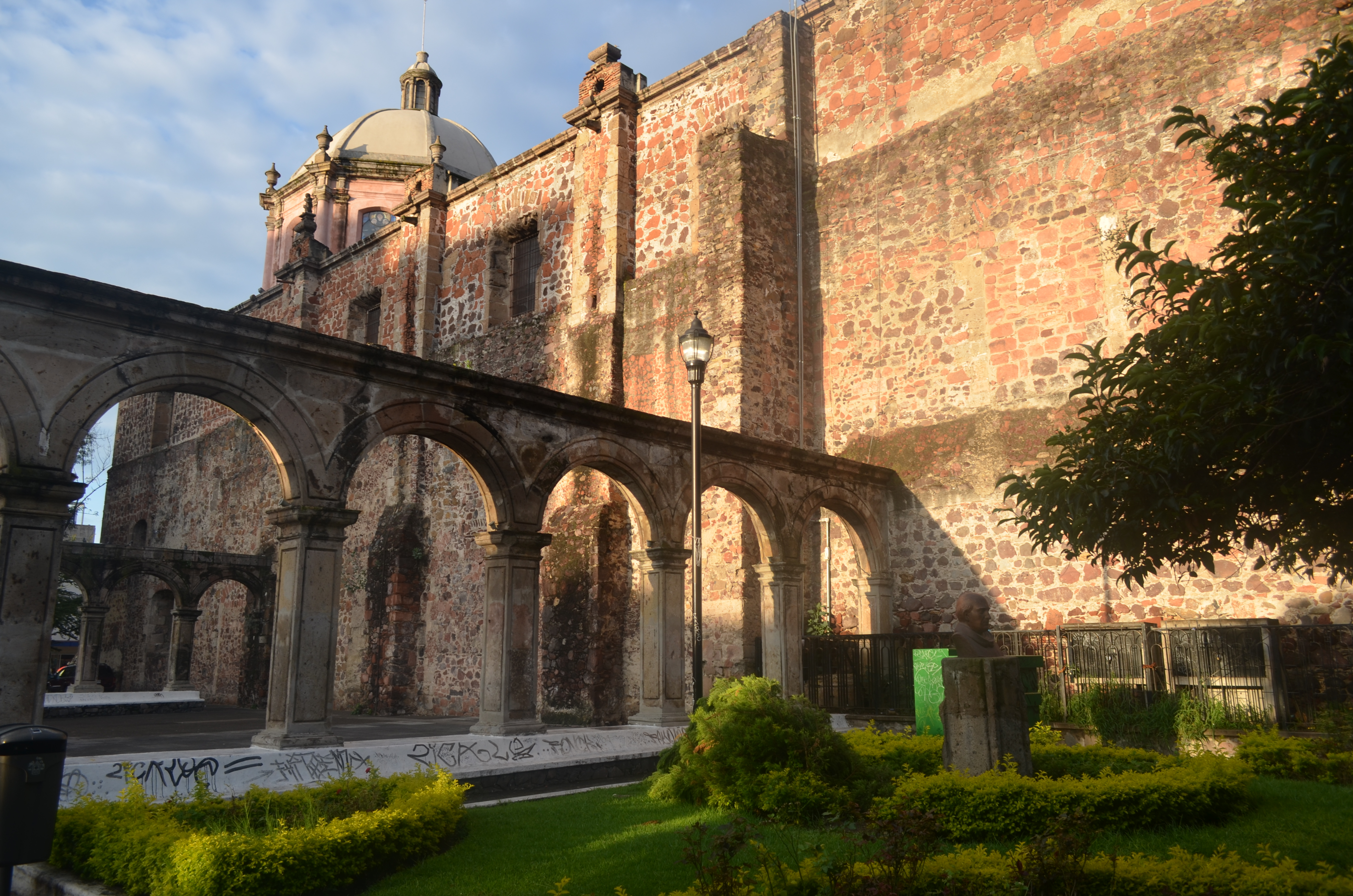
Arcos y cúpula del templo.
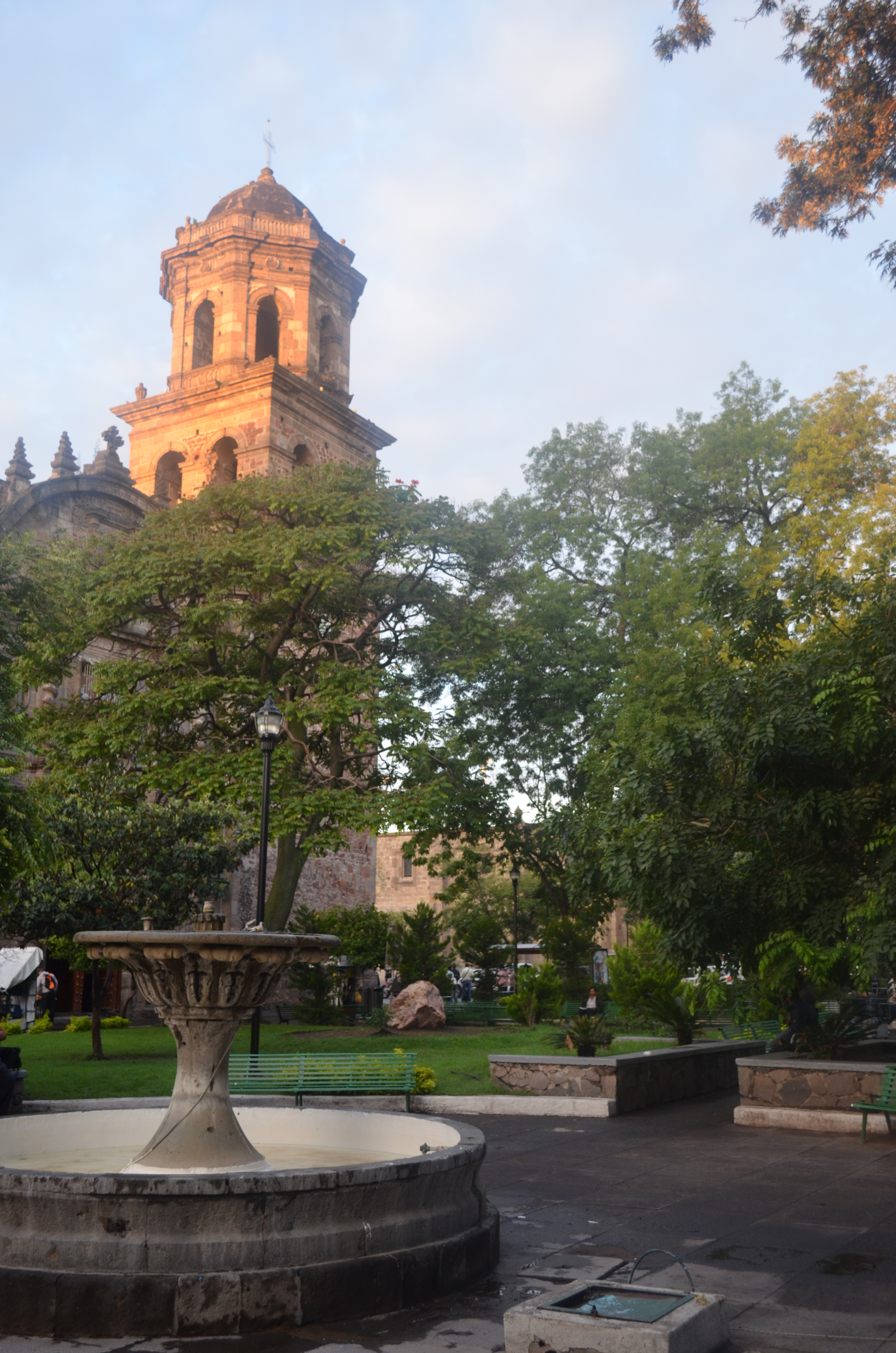
Vista del jardín.